# 莫洛什科維奇
49°53′13″N 23°33′22″E / 49.88694°N 23.55611°E
莫洛什科維奇（烏克蘭語：Молошковичі），是烏克蘭的村落，位於該國西部利沃夫州，由亞沃里夫區負責管轄，始建於1036年，面積1.42平方公里，海拔高度260米，2001年人口678，人口密度每平方公里477.13人。